# Грипсхолм
Замъкът Грипсхолм (на шведски: Gripsholm) се намира близо до град Мариефред в Централна Швеция, на брега на езерото Меларен, считан за един от най-красивите шведски исторически паметници. Построен е през 1370 г. 
Замъкът е построен от Бо Йонсон Грип. През 1434 г. е изгорен до основи от въстаниците на Енгелбрект Енгелбректсон. Малко по-късно е укрепен под регентството на Стен Стуре.
Замъкът принадлежи на наследниците на Бо Йонсон Грип до конфискацията му от крал Густав I Васа през 1526 г. 
През 1537 г. започва строителството на ренесансовият замък, който продължава да е запазен в началото на XXI век. Архитект е германецът Хайнрих фон Кьолен. Синът на Густав I Карл IX разширява строежа. По време на неговата власт замъкът е кралски затвор, в който излежават присъди Йохан III и Ерик XIV, а по-късно и Густав IV Адолф до изгонването му от Швеция. Междувременно замъкът е използван като резиденция на овдовелите кралици на Васа и е място за заточение. По времето на Густав III е построен театър в кулата и се превръща в място за културни изяви в Швеция. Театърът е техническо чудо в театралната история.
В началото на XXI век в Грипсхолм има сбирка с около 3200 картини, обхващаща портретите на всички шведски управляващи от Ранното ново време и най-вече Густав I Васа. В замъка е изложена и шведската вътрешна архитектура с колекция от мебели и декорации.